# Plaxo
Plaxo est un service en ligne de mise en relation d'annuaires sociaux créé par Sean Parker, cofondateur de Napster, Minh Nguyen (en) et deux ingénieurs étudiants à Stanford, Todd Masonis et Cameron Ring. L'entreprise est basée à Mountain View en Californie et détenue par le venture capital incluant des fonds de Sequoia Capital. En mai 2008, Plaxo annonçait 20 millions d'utilisateurs.
Ils sont aussi connus pour avoir adopté un marketing viral particulièrement efficace et dérangeant. Grâce aux carnets d'adresse que les utilisateurs téléchargent sur leur site, ils envoient des emails non sollicités à tous les contacts. Ces emails non sollicités ont largement contribué à faire parler de Plaxo dans la presse écrite.
En août 2007, la société lance version bêta de Plaxo Pulse, un service de réseau social capable d'agréger les données que les utilisateurs ont sur différentes plates-formes comme les blogs, sites de critiques ou de photos. Comcast rachète la société en 2008.
Le succès n'étant pas au rendez-vous, Plaxo ferme Plaxo Pulse en 2011 pour se concentrer sur son cœur de métier, les annuaires sociaux, activité qui sera fermée à son tour le 31 décembre 2017.

## Sites avec des fonctionnalités comparables
- Facebook
- XING
- LinkedIn
- Viadeo